# Midden-Duits voetbalkampioenschap 1930/31
In 1930/31 werd het 29ste voetbalkampioenschap gespeeld dat georganiseerd werd door de Midden-Duitse voetbalbond. Dresdner SC werd kampioen en plaatste zich zo voor de eindronde om de Duitse landstitel. SpVgg Leipzig won de eindronde voor niet-kampioenen en kreeg het tweede ticket naar de eindronde. SpVgg Leipzig verloor in de eerste ronde van SpVgg Fürth. Dresdner SC versloeg VfB Königsberg met dezelfde 8-1 cijfers als het voorgaande jaar en verloor in de kwartfinale van Holstein Kiel.

## Deelnemers aan de eindronde
Voor Altmark nam kampioen Viktoria Stendal niet deel. In Vogtland werd Plauen aanvankelijk kampioen, maar nadien werd de titel aan SV 1912 Grünbach toegekend, echter was het voor de eindronde te laat.
| Club                                 | Gekwalificeerd als           |
| ------------------------------------ | ---------------------------- |
| Stendaler BC                         | Vicekampioen van Altmark     |
| SV Wacker Bernburg                   | Kampioen van Anhalt          |
| VfL 08 Duderstadt                    | Kampioen van Eichsfeld       |
| FC Saxonia Bernsbach                 | Kampioen van Ertsgebergte    |
| FC Sportfreunde 1900 Leipzig         | Kampioen van Groot-Leipzig   |
| FC Germania 1900 Halberstadt         | Kampioen van Harz            |
| FC Wacker 1905 Nordhausen            | Kampioen van Kyffhäuser      |
| FV 1911 Fortuna Magdeburg            | Kampioen van Midden-Elbe     |
| PSV 1921 Chemnitz                    | Kampioen van Midden-Saksen   |
| VfL 1911 Bitterfeld                  | Kampioen van Mulde           |
| SC 1911 Stadtilm                     | Kampioen van Noord-Thüringen |
| SV 1904 Budissa Bautzen              | Kampioen van Opper-Lausitz   |
| FC Thüringen Weida                   | Kampioen van Osterland       |
| Dresdner SC                          | Kampioen van Oost-Saksen     |
| Guts-Muts Dresden                    | Vicekampioen van Oost-Saksen |
| 1. SV 03 Jena                        | Kampioen van Oost-Thüringen  |
| Hallescher FC Wacker                 | Kampioen van Saale           |
| Naumburger SV 05                     | Kampioen van Saale-Elster    |
| 1. Vogtländischer Fußballclub Plauen | Vicekampioen van Vogtland    |
| FC Preußen 1909 Langensalza          | Kampioen van Wartburg        |
| Planitzer SC 1912                    | Kampioen van West-Saksen     |
| SpVgg 06 Zella-Mehlis                | Kampioen van West-Thüringen  |
| VfL 07 Neustadt                      | Kampioen van Zuid-Thüringen  |

## Eindronde

### Eerste ronde
| Team 1                      | Uitslag  | Team 2                       |
| --------------------------- | -------- | ---------------------------- |
| Stendaler BC                | 1:4      | FV 1911 Fortuna Magdeburg    |
| SV 1904 Budissa Bautzen     | 1:11     | Dresdner SC                  |
| FC Preußen 1909 Langensalza | 6:1      | VfL 08 Duderstadt            |
| PSV 1921 Chemnitz           | 11:1     | Guts-Muts Dresden            |
| Planitzer SC 1912           | 4:0      | TV Theuma                    |
| SC 1911 Stadtilm            | 2:1 n.v. | SpVgg 06 Zella-Mehlis        |
| Naumburger SV 05            | 3:5      | 1. SV 03 Jena                |
| 1.Vogtländischer FC Plauen  | 10:1     | FC Saxonia Bernsbach         |
| VfL 07 Neustadt             | 1:2      | FC Thüringen Weida           |
| SV Wacker Bernburg          | 3:0      | FC Germania 1900 Halberstadt |
| FC Wacker 1905 Nordhausen   | 0:6      | Hallescher FC Wacker         |

VfL Bitterfeld had een bye.

### Tweede ronde
| Team 1                      | Uitslag  | Team 2                       |
| --------------------------- | -------- | ---------------------------- |
| Dresdner SC                 | 6:3      | 1.Vogtländischer FC Plauen   |
| FV 1911 Fortuna Magdeburg   | 3:2      | PSV 1921 Chemnitz            |
| FC Preußen 1909 Langensalza | 4:0      | SC 1911 Stadtilm             |
| 1.SV 1903 Jena              | 1:0      | VfL 1911 Bitterfeld          |
| FC Thüringen Weida          | 3:2 n.v. | FC Sportfreunde 1900 Leipzig |
| Hallescher FC Wacker        | 5:1      | SV Wacker Bernburg           |

Planitzer SC had een bye.

### Kwartfinale
| Team 1                      | Uitslag | Team 2                    |
| --------------------------- | ------- | ------------------------- |
| FC Preußen 1909 Langensalza | 5:1     | FV 1911 Fortuna Magdeburg |
| Planitzer SC 1912           | 4:1     | Hallescher FC Wacker      |
| FC Thüringen Weida          | 0:1     | 1. SV 03 Jena             |

Dresdner SC had een bye.

### Halve Finale
| Team 1                      | Uitslag | Team 2            |
| --------------------------- | ------- | ----------------- |
| Dresdner SC                 | 3:1     | Planitzer SC 1912 |
| FC Preußen 1909 Langensalza | 4:2     | 1. SV 03 Jena     |

### Finale
| Team 1      | Uitslag | Team 2                      |
| ----------- | ------- | --------------------------- |
| Dresdner SC | 6:0     | FC Preußen 1909 Langensalza |